# Saint Joseph Football Field
Saint Joseph Football Field – to wielofunkcyjny stadion w Saint Joseph na Dominice. Obecnie używany głównie dla meczów piłki nożnej. Stadion może pomieścić 1 000 widzów.